# Ventilación pulmonar
En fisiología, se llama ventilación pulmonar al conjunto de procesos que hacen fluir el aire entre la atmósfera y los alvéolos pulmonares a través de los actos alternantes de la inspiración y la espiración. Los factores que intervienen en esta mecánica son las vías aéreas internas, el diafragma, la cavidad torácica formada por la columna vertebral, el esternón y las costillas, así como la musculatura asociada. La ventilación se lleva a cabo por los músculos que cambian el volumen de la cavidad torácica, y al hacerlo crean presiones negativas y positivas que mueven el aire adentro y afuera de los pulmones. Durante la respiración normal, en reposo, la inspiración es activa, mientras que la espiración es pasiva. El diafragma, que provoca el movimiento de la caja torácica hacia abajo y hacia afuera, cambiando el tamaño de la cavidad torácica en la dirección horizontal, es el principal músculo inspiratorio. Otros músculos que participan en la ventilación son: los músculos intercostales, los abdominales y los músculos accesorios.

## Inspiración
El diafragma es un músculo que al momento de contraerse se desplaza hacia abajo agrandando la caja torácica, empujando el contenido: abdominal hacia abajo y hacia delante, de forma que la dimensión vertical del tórax aumenta. Esta acción es la principal fuerza que produce la inhalación. Al mismo tiempo que el diafragma se mueve hacia abajo, un grupo de músculos intercostales externos levantan la parrilla costal y el esternón. Esta acción de levantamiento incrementa el diámetro de la cavidad torácica. El incremento en el volumen torácico crea una presión negativa (depresión, presión menor que la atmosférica) en el tórax. Ya que el tórax es una cámara cerrada y la única comunicación con el exterior es el sistema pulmonar a través de los bronquios y la tráquea, la presión negativa torácica causa que el aire entre a los pulmones. Los alvéolos de los pulmones por sí mismos son pasivos y se expanden solamente por la diferencia de presión de aire en los pulmones, la cual es menor que la presión en el exterior de los pulmones.
Otros músculos accesorios para la inspiración son el músculo escaleno, que eleva las dos primeras costillas, y el  esternocleidomastoideo, que eleva el esternón. Durante la respiración en reposo, estos músculos presentan poca actividad, pero durante el ejercicio pueden contraerse vigorosamente, para facilitar la ventilación. Otros músculos que juegan papeles menores son los alae nasi (que producen el aleteo de los orificios nasales) y algunos músculos pequeños de la cabeza y el cuello.

## Espiración
En reposo, la espiración es un proceso pasivo. Durante la espiración, se produce la relajación de los músculos inspiratorios, mientras que los pulmones y la caja torácica son estructuras elásticas que tienden a volver a su posición de equilibrio tras la expansión producida durante la inspiración. La elasticidad torácica, combinada con la relajación del diafragma, reducen el volumen del tórax, produciendo una presión positiva que saca el aire de los pulmones.
En una espiración forzada un grupo de músculos abdominales empujan el diafragma hacia arriba muy intensamente. Estos músculos también se contraen de manera forzada durante la tos, el vómito y la defecación. Simultáneamente, los músculos intercostales internos tiran de la parrilla costal hacia abajo y hacia dentro (a la inversa que los intercostales externos), disminuyendo el volumen torácico y endureciendo los espacios intercostales. De esta forma, estos músculos aplican presión contra los pulmones contribuyendo a la espiración forzada.
Al final de la espiración, sea forzada o pasiva, la presión intraalveolar se iguala con la presión atmosférica.

## Balance de presiones
Por convenio en el aparato respiratorio las presiones se miden tomando como referencia la presión atmosférica. Una presión será negativa cuando sea menor de 760 mmHg y positiva si es mayor. Durante la inhalación normal la presión dentro de los pulmones presión intralveolar, es cerca de -2 cm de agua.
La presión, generada por la fuerza de contracción de los músculos inspiratorios tiene que compensar:

### La fuerza de retroceso elástica del pulmón
La disposición de los alvéolos y la presencia de elastina en su estructura les confieren propiedades semejantes a las de un resorte regido por la ley de Hooke:
{\displaystyle F=-kr}
donde r es el desplazamiento, k es el coeficiente de elasticidad y F es la fuerza que se opone al cambio de longitud.
Para mantener un elemento elástico como el alveolo con un determinado volumen se requiere una presión que compense la fuerza elástica. Esto se estudia representando la relación entre presión y volumen.

### La tensión superficial de la interfase aire líquido
En 1929 von Neergaard descubrió que si se inflaba un pulmón con líquido la presión que se necesitaba era mucho menor que cuando se utilizaba aire. Dedujo que esto se debía a que el líquido suprimía la interfase aire líquido y eliminaba la fuerza de tensión superficial. Cuando el alvéolo se expande con aire se genera una fuerza de tensión superficial que se opone al desplazamiento y que debe compensada por la presión de acuerdo con la ley de Laplace.
{\displaystyle P={\frac {2F}{r}}}
donde p = presión; f = fuerza de la tensión superficial (alveolo) y r = radio del alveolo.
Sin embargo el pulmón tiene un comportamiento peculiar. En primer lugar la fuerza de tensión superficial es menor que la que se desarrolla en una interfase aire plasma. Esto se explica por la existencia, en los alvéolos, de unas células, los neumocitos tipo II, que secretan un agente tensioactivo el surfactante pulmonar que modifica la tensión interfacial: a mayor concentración de surfactante, menor es la tensión superficial. En segundo lugar de la ley de Laplace se deduce que si la tensión superficial es constante, la presión de equilibrio tiene que ser mayor en los alvéolos pequeños que en los grandes. Como los alvéolos están intercomunicados, los más pequeños se vaciarían en los mayores y un sistema con alvéolos de distinto tamaño sería inestable.
Esto no sucede en la realidad y se debe justamente a la presencia del surfactante alveolar. La masa o cantidad de surfactante permanece constante en el alvéolo, mas no su proporción por unidad de superficie alveolar; es decir, su concentración superficial cambia con el volumen. Al expandirse el alvéolo durante una inspiración su área se incrementa, pero al permanecer constante la masa del surfactante, la concentración superficial o cantidad del mismo por unidad de área alveolar se vuelve más pequeña; como resultado, incrementa la tensión superficial. Lo contrario ocurre cuando el alvéolo se contrae: disminuye su área y aumenta la concentración superficial de surfactante, con lo cual se reduce la tensión superficial.
En particular en los alveolos pequeños la tensión superficial puede ser hasta diez veces menor que en los mayores. De esta manera, al cambiar el numerador y el denominador en la relación de Laplace se explica que puedan coexistir alvéolos de distinto tamaño con la misma presión intraalveolar. Este mismo fenómeno también coopera en la histéresis que presenta el pulmón, al existir una diferencia entre la distensibilidad pulmonar durante la inflación y deflación, ya que la histéresis es mucho menor cuando el pulmón se rellena con líquido en lugar de con aire.
La fuerza elástica y la tensión superficial se analizan, en las pruebas funcionales respiratorias, mediante la adaptabilidad pulmonar (llamada también distensibilidad o complianza) que es el cambio de volumen que produce un cambio de una unidad de presión y cuyo valor normal es de unos 0,2 litros de aire por cada cm de agua de presión.

### La resistencia al flujo
Durante el movimiento pulmonar (condiciones dinámicas) la presión debe compensar también la resistencia al flujo. En gran parte de las vías aéreas el flujo se puede considerar laminar y viene regido por la ley de Poiseuille:
{\displaystyle \Delta P={\dot {V}}\;{\frac {8\eta l}{\pi r^{4}}}}
donde P es el gradiente de presión, V es el flujo, n es la viscosidad y l y r son la longitud y el radio del tubo
Es el factor más importante, porque es el que puede cambiar en el organismo y porque interviene en su cuarta potencia el calibre de los bronquios, de ahí los efectos dramáticos que puede causar la bronquioconstricción. En las grandes vías respiratorias como la tráquea y los grandes bronquios el flujo puede ser turbulento y entonces la presión se relaciona con el flujo y con el cuadrado del flujo y la resistencia depende de la densidad más que de la viscosidad. Esto es importante cuando se respira aire a presión (como en el buceo), ya que, en los gases, la densidad es proporcional a la presión. En las pruebas funcionales respiratorias la resistencia de las vías aéreas se estudia mediante las curvas de flujo-volumen.

## Intercambio de gases en los pulmones

El intercambio de gases es la provisión de oxígeno de los pulmones al torrente sanguíneo y la eliminación del dióxido de carbono (CO_{2}) del torrente sanguíneo a los pulmones

La sangre venosa del organismo es llevada vía vena cava inferior y cava superior a la aurícula derecha del corazón, desde la cual pasa, a través de la válvula tricúspide al ventrículo derecho. El ventrículo derecho bombea la sangre con una presión pulsátil de 24 mmHg sistólica y 9 mmHg diastólica, en promedio, en la arteria pulmonar y perfunde los capilares pulmonares situados en las paredes de los alvéolos. Existen unos 600 millones de capilares que contienen unos 100 mL de sangre y una superficie del orden de 70 metros cuadrados por los que pasa la totalidad del gasto cardíaco, aproximadamente 5,4 L/min. Un cálculo simple permite deducir que la sangre atraviesa el capilar pulmonar en un poco menos de un segundo.
Existen unos 300 millones de alvéolos de diámetro entre 0,1 y 0,3 mm cuya superficie es de unos 70 m² y que, respirando en reposo, contienen unos 3,5 L de aire que se renuevan mediante la respiración a un ritmo de unos 4 L por minuto. El volumen total de los pulmones es de 5 L renovándose 0,5 L en cada respiración en condiciones de trabajo normales.
Las membranas de los alvéolos y de los capilares en contacto forman una unidad funcional, la membrana alvéolo capilar, a través de la cual se realiza el intercambio de gases en el pulmón. Una parte del oxígeno que hay en el aire alveolar pasa a la sangre del capilar pulmonar y la mayor parte se une a la hemoglobina formando oxihemoglobina. Una parte menor queda como oxígeno disuelto y aumenta la presión parcial de oxígeno sanguíneo hasta igualarla con la del aire alveolar. Por otro lado un volumen similar de dióxido de carbono pasa desde la sangre hacia el alvéolo, desde el cual pasará, con el aire espirado, al exterior. El resultado es la transformación de la sangre venosa en arterial. 
De los capilares pulmonares, la sangre arterial es llevada por las venas pulmonares a la aurícula izquierda. De aquí pasa por la válvula mitral al ventrículo izquierdo el cual bombea la sangre hacia la arteria aorta a una presión de 120/80 mmHg. Desde aquí es distribuida por el sistema arterial a los capilares de todos los órganos del cuerpo. Tras atravesar los capilares la sangre venosa es recogida por las vénulas y venas del organismo que confluyen en el sistema de las venas cavas completando el circuito de la circulación de la sangre descubierto por William Harvey.
En los tejidos la oxihemoglobina entrega parte del oxígeno, mientras que el dióxido de carbono difunde hacia la sangre desde los tejidos y fluidos. De esta forma la sangre arterial se convierte en venosa.
En condiciones de reposo y respiración tranquila una persona normal consume unos 250 mL de oxígeno y produce unos 200 mL de dióxido de carbono. La relación
R = producción de carbónico/ consumo de oxígeno
se denomina cociente respiratorio o relación de intercambio respiratorio, que puede variar en función del tipo de nutrientes (lípidos frente a carbohidratos) y de la situación: habitualmente se considera un valor de 0,8 en reposo y 1,0 en ejercicio.
La sangre arterial contiene unos 48 mL de CO2 por cada 100 mL de sangre, cuando deja los tejidos como sangre venosa su contenido ha aumentado hasta 52 mL cada 100 mL de sangre. Esto supone un cambio de presión parcial de 40 mmHg a 46 mmHg. Lo contrario ocurre a nivel pulmonar cuando se convierte en arterial.
La sangre arterial contiene unos 20 mL de oxígeno por cada 100 mL de sangre y deja en los tejidos unos 5 mL/dl, por lo tanto contiene unos 15 mL de oxígeno por cada 100 mL de sangre cuando llega a los pulmones como sangre venosa mixta. Esto supone un cambio de 100 mmHg de presión parcial de oxígeno en la sangre arterial a 40 mmHg en la venosa. A nivel pulmonar gana una cantidad similar de oxígeno del alvéolo pasando a ser sangre arterial.
En determinadas circunstancias, como durante el ejercicio físico o en algunas enfermedades cardiopulmonares estos valores cambian de manera notable.

## Volúmenes y capacidades pulmonares estáticos

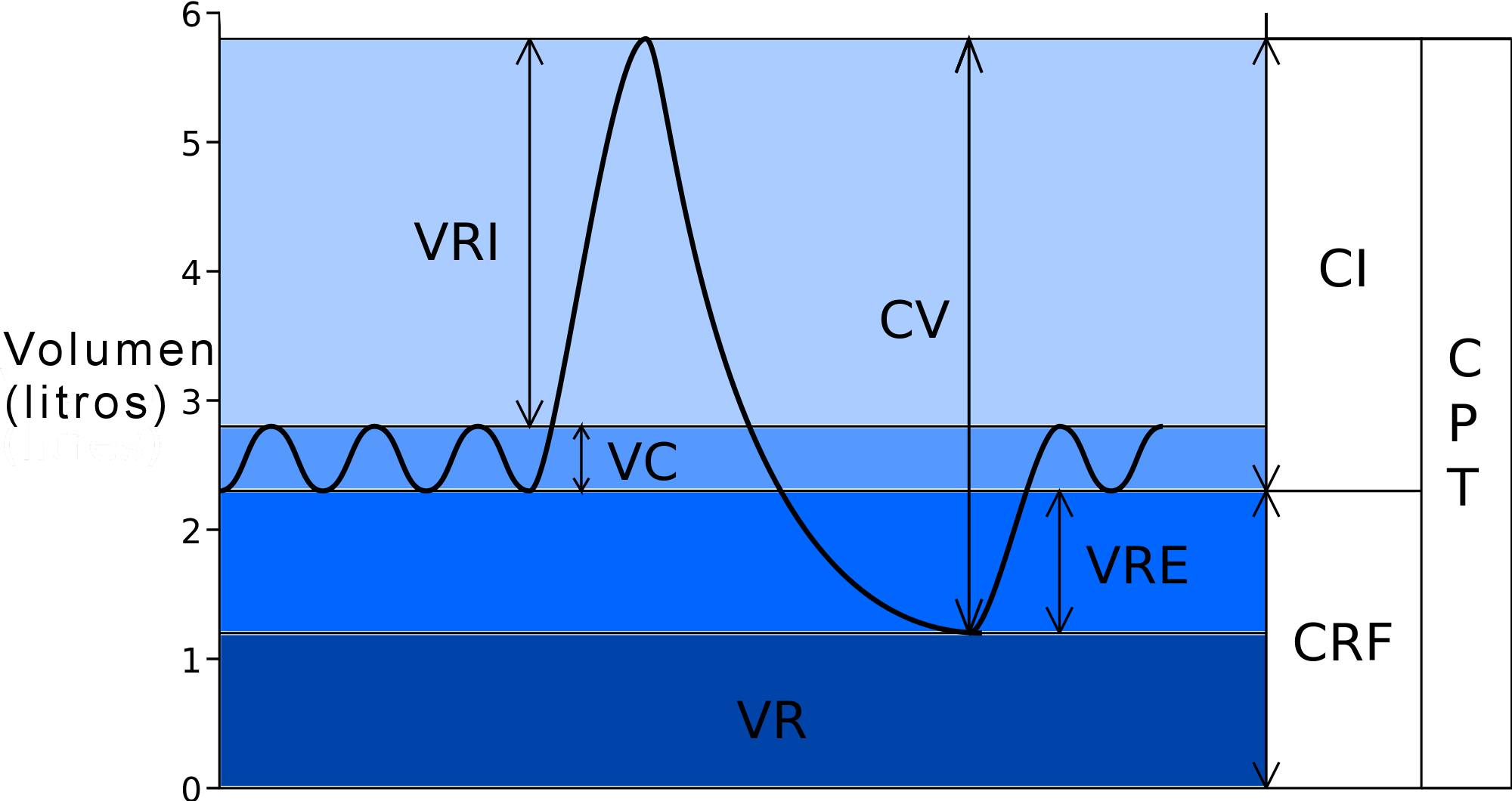
Volúmenes y capacidades pulmonares estáticos.

Los volúmenes pulmonares estáticos son un reflejo de las propiedades elásticas de los pulmones y de la caja torácica. La capacidad vital (CV) (VC = Vital Capacity) es la combinación del volumen tidal o de corriente, del volumen de reserva inspiratoria y del volumen de reserva espiratoria. Representa el volumen total de aire que se puede inspirar después de una máxima espiración. Dado que la CV disminuye a medida que las enfermedades restrictivas empeoran, ésta junto con la capacidad de transferencia de {\displaystyle CO_{2}} pueden ser utilizados como parámetros básicos al efectuar un seguimiento de la evolución de una enfermedad pulmonar restrictiva y por tanto de su respuesta al tratamiento.
La capacidad vital forzada (CVF) (FVC = Forced Vital Capacity), es una maniobra parecida a la anterior a excepción de que se requiere de una espiración forzada (rápida) máxima, por lo general se mide junto a los flujos espiratorios máximos en la espirometría simple.
La CV puede ser considerablemente mayor que la CVF en pacientes con obstrucción de la vía aérea. Durante la maniobra de CVF, las vías aéreas terminales pueden cerrarse de forma prematura (es decir, antes de que se alcance el volumen residual verdadero), atrapando gas en sus porciones distales y evitando que éste sea medido por el espirómetro.
La capacidad pulmonar total (CPT) (TLC = Total Lung Capacity) es el volumen de aire que permanece dentro de los pulmones al final de una inspiración máxima.
La capacidad residual funcional (CRF) (FRC = Functional Residual Capacity) es el volumen de aire contenido en los pulmones al final de una espiración normal, cuando todos los músculos respiratorios están relajados. Fisiológicamente, es el volumen pulmonar de mayor importancia, dada su proximidad al rango normal del volumen corriente. Al nivel de la CRF, las fuerzas de retracción elástica de la pared torácica, que tienden a aumentar el volumen pulmonar, se hallan en equilibrio con las del parénquima pulmonar, que tienden a reducirla.
En condiciones normales, estas fuerzas son iguales y de sentido opuesto, aproximadamente el 40 % de la CPT. Los cambios de estas propiedades elásticas modifican la CRF. La pérdida de retracción elástica del pulmón en el enfisema aumenta el valor de la CRF. Por el contrario, el aumento de la rigidez pulmonar que se asocia al edema pulmonar, la fibrosis intersticial, y otras enfermedades restrictivas provoca disminución de la CRF. La cifoscoliosis disminuye la CRF y otros volúmenes pulmonares, debido a que la pared torácica rígida y no distensible restringe la expansión pulmonar. La diferencia entre la CPT y la CRF es la capacidad inspiratoria.

## Volúmenes pulmonares y flujos aéreos dinámicos
Los volúmenes pulmonares dinámicos reflejan el estado de las vías aéreas. El espirograma proporciona una gráfica de volumen contra tiempo, obtenida en un espirómetro de campana o electrónico, mientras el enfermo realiza una maniobra de espiración lenta. El VEF1 (o FEV1 por sus siglas en inglés Forced Expiratory Volume in the first second) es el volumen de aire eliminado durante el primer segundo de espiración forzada, después de una inspiración máxima; en condiciones normales, su valor es mayor al 75 % de la capacidad vital VC obtenida tras una inhalación y espiración máximas que es tal y como lo describió Tiffeneau, es el llamado índice de Tiffenau. Este autor observó que cuando se reducía esta relación reflejaba una dificultad para expulsar el volumen de aire contenido en los pulmones (obstrucción) mientras que cuando aumentaba podría indicar (no es seguro y requiere otras pruebas) una pérdida de volumen de aire contenido en los mismos. Actualmente se prefiere realizar esta maniobra de forma forzada (por ser más estable y repetible), por lo que a menudo se expresa en forma de porcentaje de la capacidad vital forzada obtenida en la misma prueba que el FEV1 (FEV1/FVC en porcentaje).
Esta relación FEV1/FVC es utilizada actualmente para definir la obstrucción al flujo aéreo:
- en individuos normales, suele oscilar alrededor del 80 %;
- en pacientes con enfermedades obstructivas (como asma, EPOC o enfisema), suele estar reducida, dado que la FEV1 disminuye mucho más que la FVC;
- en pacientes con enfermedades restrictivas, suele obtenerse un valor normal (como en la enfermedad de Duchenne) o mayor (como en la fibrosis pulmonar), porque la FEV1 y la FVC disminuyen de forma paralela.

El flujo espiratorio forzado medio (FEF25-75 %) durante la fase media (del 25 al 75 %) de la maniobra de FVC es la pendiente de la línea que corta el trazado espirográfico al 25 % y al 75 % de la VC. El FEF25-75 % depende menos del esfuerzo realizado que el FEV1 y, por lo tanto, constituye un indicador más precoz de obstrucción de las vías aéreas.
En una curva de flujo volumen normal, la porción inspiratoria de la curva es simétrica y convexa. La porción respiratoria es lineal. Los flujos se miden a menudo en el punto medio de la VC. El MIF50% es > MEF50% VC debido a la compresión dinámica de las vías aéreas.
En ocasiones se utiliza el flujo respiratorio máximo para estimar el grado de obstrucción de la vía aérea, pero depende mucho del esfuerzo realizado por el paciente. Los flujos espiratorios medidos por encima del 50 % de la VC, es decir, cercanos al RV son indicadores sensibles del estado de las vías aéreas del pequeño calibre.
En una enfermedad restrictiva, por ejemplo sarcoidosis o cifoscoliosis. La curva es más estrecha a causa de la reducción de los volúmenes pulmonares
Durante una maniobra de espiración forzada, la presión intratorácica positiva determina que las vías aéreas se vayan estrechando de modo progresivo. Esta compresión dinámica de las vías aéreas limita las velocidades máximas de flujo respiratorio que pueden alcanzarse. Durante la maniobra de inspiración se produce el efecto opuesto, ya que la presión intratorácica negativa tiende a mantener al máximo el calibre de las vías aéreas. Debido a estas variaciones de diámetro de las vías aéreas, en la mayor parte del ciclo respiratorio las velocidades de flujo aéreo son mucho mayores durante la inspiración que durante la espiración.
La ventilación voluntaria máxima (MVV = Maximal Voluntary Ventilation) se calcula indicando al enfermo que respire durante 15 segundos a volumen y frecuencia respiratoria máximos (la cantidad de aire espirado se expresa en L/min). En general, el valor de la MVV es paralelo al del FEV1, y puede aplicarse una fórmula simple para comprobar la uniformidad interna de la prueba y valorar el grado de cooperación del enfermo. Es posible predecir la MVV a partir del espirograma, multiplicando el FEV1 (en L) × 35 o 40, según los autores. Esta fórmula sirve tanto para los individuos sanos como para los enfermos con trastornos respiratorios obstructivos y restrictivos.
Si se observa una MVV muy baja en un usuario que parece cooperar de forma activa, hay que pensar en una debilidad neuromuscular. Exceptuando los casos de enfermedad neuromuscular muy avanzada, la mayoría de los usuarios son capaces de efectuar un esfuerzo respiratorio aislado como un FVC. La MVV requiere un esfuerzo mucho mayor, y su alteración demuestra la existencia de músculos respiratorios débiles y fatigables. La MVV disminuye progresivamente cuando existe un aumento de la debilidad de los músculos respiratorios; junto con las presiones inspiratoria y espiratoria máximas, la MVV es en ocasiones, la única prueba funcional respiratoria anómala en ciertos individuos con una enfermedad neuromuscular relativamente grave.
La MVV es importante también en la valoración del riesgo quirúrgico, pues refleja la gravedad de la obstrucción de las vías aéreas y también las reservas respiratorias, la fuerza muscular y el grado de motivación del usuario.
Volúmenes pulmonares, valor de volúmenes, capacidad total, capacidad residual funcional, capacidad reserva respiratoria.